# Dave Zinkoff
Dave Zinkoff (né le 15 mai 1910 ; décédé le 25 décembre 1985) était un speaker d'évènements sportifs, célèbre pour son débit. Il travailla pour les Philadelphia Warriors, les Philadelphia 76ers, ainsi que pour diverses universités et pour des rencontres de boxe et de catch se déroulant au Philadelphia Convention Hall.
Zinkoff intervenait le jour du fameux match où Wilt Chamberlain inscrivit 100 points en 1962. Il était connu pour ses fameuses introductions de la star des 76ers, Julius Erving, le présentant ainsi : "Massachusetts #6 Julius the doctor Errrrrrrrrrving"
Le 25 mars 1986, trois mois après son décès, son microphone a été retiré par les 76ers.